# Castres (quận)
Quận  Castres là một quận của Pháp, nằm ở tỉnh Tarn,  ở vùng Occitanie. Quận này có 23 tổng và  154 xã.

## Các đơn vị hành chính

### Các tổng
Các tổng của quận Castres là: 
1. Anglès
2. Brassac
3. Castres-Est
4. Castres-Nord
5. Castres-Ouest
6. Castres-Sud
7. Cuq-Toulza
8. Dourgne
9. Graulhet
10. Labruguière
11. Lacaune
12. Lautrec
13. Lavaur
14. Mazamet-Nord-Est
15. Mazamet-Sud-Ouest
16. Montredon-Labessonnié
17. Murat-sur-Vèbre
18. Puylaurens
19. Roquecourbe
20. Saint-Amans-Soult
21. Saint-Paul-Cap-de-Joux
22. Vabre
23. Vielmur-sur-Agout

### Các xã
Các xã của quận Castres, và mã INSEE  là: 
| 1. Aguts (81001)                     | 2. Aiguefonde (81002)                | 3. Albine (81005)                         | 4. Algans (81006)                    |
| 5. Ambres (81011)                    | 6. Anglès (81014)                    | 7. Appelle (81015)                        | 8. Arfons (81016)                    |
| 9. Arifat (81017)                    | 10. Aussillon (81021)                | 11. Bannières (81022)                     | 12. Barre (81023)                    |
| 13. Belcastel (81025)                | 14. Belleserre (81027)               | 15. Berlats (81028)                       | 16. Bertre (81030)                   |
| 17. Blan (81032)                     | 18. Boissezon (81034)                | 19. Bout-du-Pont-de-Larn (81036)          | 20. Brassac (81037)                  |
| 21. Briatexte (81039)                | 22. Brousse (81040)                  | 23. Burlats (81042)                       | 24. Busque (81043)                   |
| 25. Cabanès (81044)                  | 26. Cahuzac (81049)                  | 27. Cambon-lès-Lavaur (81050)             | 28. Cambounet-sur-le-Sor (81054)     |
| 29. Cambounès (81053)                | 30. Carbes (81058)                   | 31. Castelnau-de-Brassac (81062)          | 32. Castres (81065)                  |
| 33. Caucalières (81066)              | 34. Cuq (81075)                      | 35. Cuq-Toulza (81076)                    | 36. Damiatte (81078)                 |
| 37. Dourgne (81081)                  | 38. Durfort (81083)                  | 39. Escoussens (81084)                    | 40. Escroux (81085)                  |
| 41. Espérausses (81086)              | 42. Ferrières (81091)                | 43. Fiac (81092)                          | 44. Fréjeville (81098)               |
| 45. Garrevaques (81100)              | 46. Garrigues (81102)                | 47. Gijounet (81103)                      | 48. Giroussens (81104)               |
| 49. Graulhet (81105)                 | 50. Guitalens (81107)                | 51. Jonquières (81109)                    | 52. Labastide-Rouairoux (81115)      |
| 53. Labastide-Saint-Georges (81116)  | 54. Laboulbène (81118)               | 55. Labruguière (81120)                   | 56. Lacabarède (81121)               |
| 57. Lacaune (81124)                  | 58. Lacaze (81125)                   | 59. Lacougotte-Cadoul (81126)             | 60. Lacroisille (81127)              |
| 61. Lacrouzette (81128)              | 62. Lagardiolle (81129)              | 63. Lagarrigue (81130)                    | 64. Lalbarède (81132)                |
| 65. Lamontélarié (81134)             | 66. Lasfaillades (81137)             | 67. Lautrec (81139)                       | 68. Lavaur (81140)                   |
| 69. Le Bez (81031)                   | 70. Le Margnès (81153)               | 71. Le Masnau-Massuguiès (81158)          | 72. Le Rialet (81223)                |
| 73. Le Vintrou (81321)               | 74. Lempaut (81142)                  | 75. Les Cammazes (81055)                  | 76. Lescout (81143)                  |
| 77. Lugan (81150)                    | 78. Magrin (81151)                   | 79. Marzens (81157)                       | 80. Massac-Séran (81159)             |
| 81. Massaguel (81160)                | 82. Maurens-Scopont (81162)          | 83. Mazamet (81163)                       | 84. Missècle (81169)                 |
| 85. Mont-Roc (81183)                 | 86. Montcabrier (81173)              | 87. Montdragon (81174)                    | 88. Montfa (81177)                   |
| 89. Montgey (81179)                  | 90. Montpinier (81181)               | 91. Montredon-Labessonnié (81182)         | 92. Moulayrès (81187)                |
| 93. Moulin-Mage (81188)              | 94. Mouzens (81189)                  | 95. Murat-sur-Vèbre (81192)               | 96. Nages (81193)                    |
| 97. Navès (81195)                    | 98. Noailhac (81196)                 | 99. Palleville (81200)                    | 100. Payrin-Augmontel (81204)        |
| 101. Peyregoux (81207)               | 102. Pont-de-Larn (81209)            | 103. Poudis (81210)                       | 104. Prades (81212)                  |
| 105. Pratviel (81213)                | 106. Puybegon (81215)                | 107. Puycalvel (81216)                    | 108. Puylaurens (81219)              |
| 109. Puéchoursi (81214)              | 110. Péchaudier (81205)              | 111. Rayssac (81221)                      | 112. Roquecourbe (81227)             |
| 113. Roquevidal (81229)              | 114. Rouairoux (81231)               | 115. Saint-Affrique-les-Montagnes (81235) | 116. Saint-Agnan (81236)             |
| 117. Saint-Amancet (81237)           | 118. Saint-Amans-Soult (81238)       | 119. Saint-Amans-Valtoret (81239)         | 120. Saint-Avit (81242)              |
| 121. Saint-Gauzens (81248)           | 122. Saint-Genest-de-Contest (81250) | 123. Saint-Germain-des-Prés (81251)       | 124. Saint-Germier (81252)           |
| 125. Saint-Jean-de-Rives (81255)     | 126. Saint-Jean-de-Vals (81256)      | 127. Saint-Julien-du-Puy (81258)          | 128. Saint-Lieux-lès-Lavaur (81261)  |
| 129. Saint-Paul-Cap-de-Joux (81266)  | 130. Saint-Pierre-de-Trivisy (81267) | 131. Saint-Salvi-de-Carcavès (81268)      | 132. Saint-Salvy-de-la-Balme (81269) |
| 133. Saint-Sernin-lès-Lavaur (81270) | 134. Saint-Sulpice (81271)           | 135. Sauveterre (81278)                   | 136. Saïx (81273)                    |
| 137. Senaux (81282)                  | 138. Serviès (81286)                 | 139. Sorèze (81288)                       | 140. Soual (81289)                   |
| 141. Sémalens (81281)                | 142. Teulat (81298)                  | 143. Teyssode (81299)                     | 144. Vabre (81305)                   |
| 145. Valdurenque (81307)             | 146. Veilhes (81310)                 | 147. Verdalle (81312)                     | 148. Viane (81314)                   |
| 149. Vielmur-sur-Agout (81315)       | 150. Villeneuve-lès-Lavaur (81318)   | 151. Viterbe (81323)                      | 152. Viviers-lès-Lavaur (81324)      |
| 153. Viviers-lès-Montagnes (81325)   | 154. Vénès (81311)                   |                                           |                                      |